# 贺州地区
贺州地区，中国广西壮族自治区旧地区名。
1997年由梧州地区改置。在今广西壮族自治区东部。辖贺州市（县级）及钟山、昭平、贺县和富川瑶族自治县。行政公署驻贺州市。2002年撤销，改设地级贺州市；原县级贺州市改置八步区。